# Конституция СССР 1977 года
Конституция СССР 1977 года была принята Верховным Советом СССР 7 октября 1977 года на внеочередной седьмой сессии Верховного Совета СССР девятого созыва.
Первая редакция существенно не изменила государственного строя — наряду с КПСС, ВЛКСМ, ВЦСПС, ВСК, ВЦСПО, КСЖ, творческими союзами, легальными общественными организациями были признаны трудовые коллективы с предоставлением им формального права выдвижения кандидатов (при этом более полно деятельность трудовых коллективов была описана в законе «О трудовых коллективах и повышении их роли в управлении предприятиями, учреждениями, организациями», принятом в 1983 году). Из менее значимых изменений — переименование Советов депутатов трудящихся в Советы народных депутатов и увеличение срока полномочий Верховного Совета до 5 лет, Советов народных депутатов — до 2,5 лет. Данная конституция закрепляла однопартийную политическую систему (статья 6). Вошла в историю как «конституция развитого социализма».
Редакция Конституции от 1988 года внесла изменения в существовавшую в СССР систему органов государственной власти: объявила высшим органом государственной власти СССР вместо Верховного Совета СССР Съезд народных депутатов СССР, число выдвигаемых кандидатов в который не должно было ограничиваться; между съездами народных депутатов действовал постоянно действующий законодательный и контрольный орган, который получал название «Верховный Совет СССР» и состоял из двух палат — Совета Национальностей и Совета Союза; организационным органом Верховного Совета СССР становился Президиум Верховного Совета СССР, а бо́льшая часть полномочий прежнего Президиума Верховного Совета переходила к вводимой этими же поправками должности Председателя Верховного Совета СССР. Этими же поправками создавался Комитет конституционного надзора СССР.
Наиболее существенные поправки в Конституцию, фактически утвердившие изменение общественного и экономического строя, были внесены редакцией 1990 года. Исключалось упоминание о руководящей и направляющей роли КПСС, легализовывалась частная собственность, вводилась должность Президента СССР, а с 27 декабря 1990 года - и Вице-президента СССР.

## История

Почтовый блок, посвящённый принятию новой конституции. Почта СССР, 1977 г.

Разработка новой конституции началась ещё в 1962 году, когда 25 апреля того года Верховный Совет СССР постановил выработать проект новой Конституции СССР и создал Конституционную комиссию в составе 97 человек. Председателем Конституционной комиссии был назначен Н. С. Хрущёв.
15 июня 1962 года на заседании Конституционной комиссии обсуждались основные задачи по подготовке проекта новой Конституции и образовано 9 подкомиссий.
В августе 1964 года Конституционная комиссия завершила разработку проекта Конституции СССР и пояснительной записки к нему. Этот проект состоял из 276 статей. Однако в дальнейшем он подвергся серьёзной переработке и в первоначальном виде утверждён не был.
11 декабря 1964 года председателем Конституционной комиссии стал Л. И. Брежнев.
19 декабря 1966 года, согласно постановлению Верховного Совета, в состав Конституционной комиссии вошли 33 новых депутата взамен выбывших.
Рабочую группу по подготовке проекта Конституции возглавляли: с 1962 года Л. Ф. Ильичёв, с 1968 года — А. Н. Яковлев, с 1973 года — Б. Н. Пономарёв.

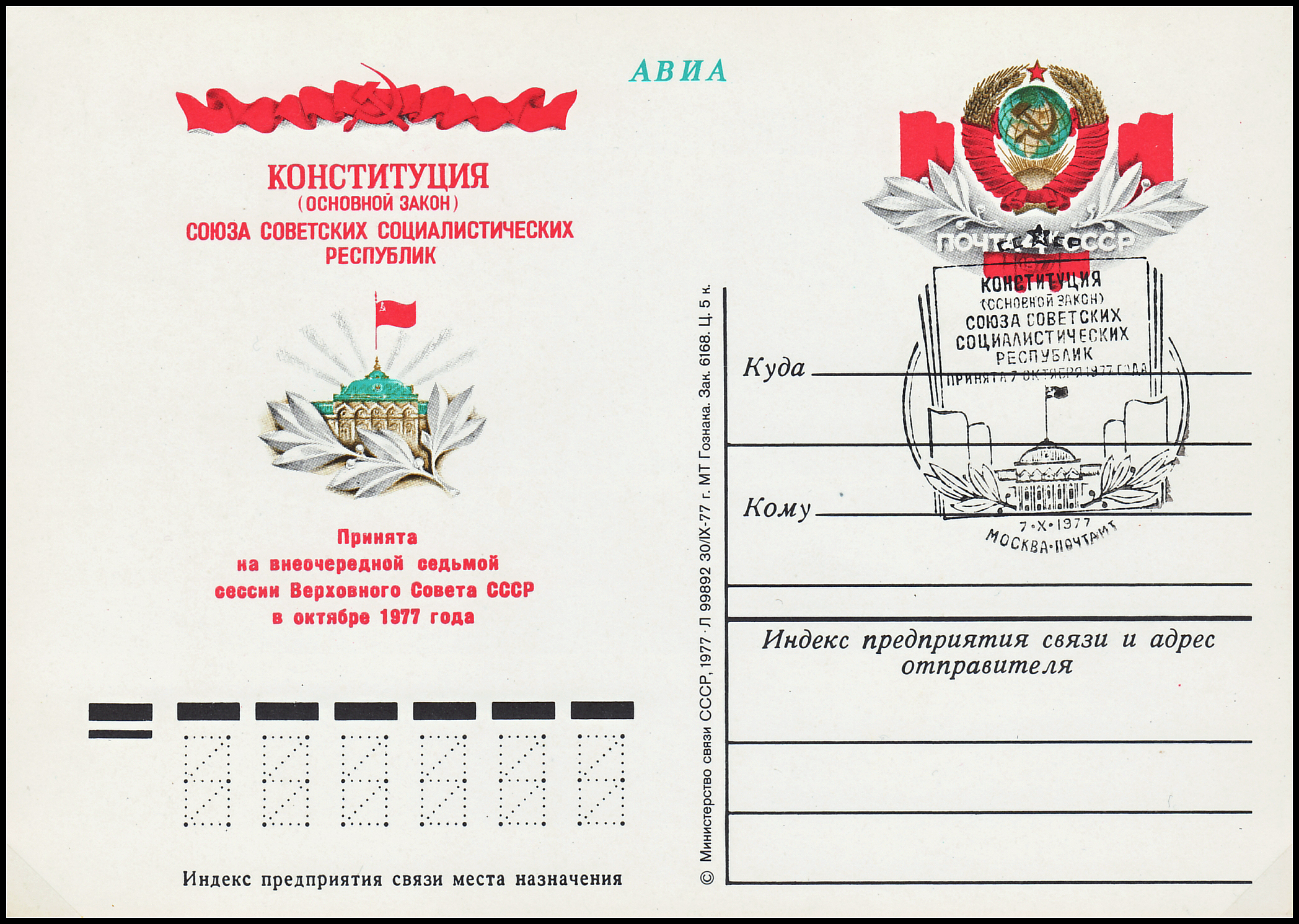
Маркированная почтовая карточка с оригинальной маркой. Авиапочта. СССР, 1977. «Принятие новой Конституции СССР» (Каталог ЦФА № 52).

4—6 октября 1977 года состоялось слушание Конституции на заседаниях палат Верховного Совета. 7 октября состоялось заключительное совместное заседание палат Верховного Совета СССР, где вначале по разделам, а затем в целом Конституция была принята. В тот же день Верховный Совет СССР раздельным голосованием по палатам принял Декларацию Верховного Совета СССР о принятии и объявлении Конституции (Основного Закона) СССР, Закон СССР об объявлении дня принятия Конституции (Основного Закона) СССР всенародным праздником и Закон СССР о порядке введения в действие Конституции (Основного Закона) СССР.
8 октября новая Конституция СССР была опубликована во всех газетах страны.

## Структура Конституции

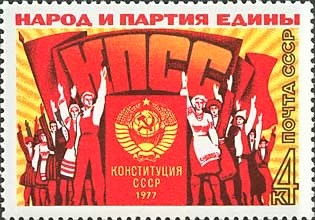
Почтовая марка

Принятая в 1977 году конституция содержала 9 разделов, 21 главу и 174 статьи.
Структура Конституции на момент принятия (7 октября 1977 года):
- Преамбула
- Раздел 1. Основы общественного строя и политики СССР:

Глава 1. Политическая система
Глава 2. Экономическая система
Глава 3. Социальное развитие и культура
Глава 4. Внешняя политика
Глава 5. Защита социалистического Отечества
- Раздел 2. Государство и личность

Глава 6. Гражданство СССР. Равноправие граждан
Глава 7. Основные права, свободы и обязанности граждан СССР
- Раздел 3. Национально-государственное устройство СССР:

Глава 8. СССР — союзное государство
Глава 9. Союзная Советская Социалистическая Республика
Глава 10. Автономная Советская Социалистическая Республика
Глава 11. Автономная область и автономный округ
- Раздел 4. Советы народных депутатов и порядок их избрания:

Глава 12. Система и принципы деятельности Советов народных депутатов
Глава 13. Избирательная система
Глава 14. Народный депутат
- Раздел 5. Высшие органы государственной власти и управления СССР:

Глава 15. Верховный Совет СССР
Глава 16. Совет Министров СССР
- Раздел 6. Основы построения органов государственной власти и управления в союзных республиках:

Глава 17. Высшие органы государственной власти и управления союзной республики
Глава 18. Высшие органы государственной власти и управления автономной республики
Глава 19. Местные органы государственной власти и управления
- Раздел 7. Правосудие, арбитраж и прокурорский надзор:

Глава 20. Суд и арбитраж
Глава 21. Прокуратура
- Раздел 8. Герб, флаг, гимн и столица СССР
- Раздел 9. Действие конституции СССР и порядок её изменения

### Преамбула
В преамбуле Конституции в общем виде был оценён исторический путь, пройденный советским обществом за 60 лет после Октябрьской социалистической революции. Была дана характеристика советского общества как «развитого социалистического общества, как закономерного этапа на пути к коммунизму». Также в преамбуле сказано, что Конституция сохраняет принципы предыдущих Конституций, и утверждается, что Советская власть осуществила глубочайшие социально-экономические преобразования, навсегда покончила с эксплуатацией человека человеком, с классовыми антагонизмами и национальной враждой.
14 марта 1990 года из преамбулы было исключено упоминание о том, что в процессе развития общества возросла «руководящая роль Коммунистической партии — авангарда всего народа», что было связано с легализацией многопартийной системы и фактическим отказом страны от социалистического пути развития.

### Политическая система
Первый раздел Конституции закреплял общие принципы социалистического строя и основные черты развитого социалистического общества.
Статья 1 обозначала, что СССР «есть социалистическое общенародное государство, выражающее волю и интересы рабочих, крестьян, интеллигенции, трудящихся всех наций и народностей страны».
Статья 6 законодательно закрепляла руководящую и направляющую роль КПСС, являвшейся ядром политической системы СССР. Законодательно закреплялась важная роль в политической системе профсоюзов, комсомола и других массовых общественных организаций, что было значительным отличием от прежних Конституций: в Конституции 1936 года ВКП(б) была «руководящим ядром всех организаций трудящихся, как общественных, так и государственных» (ст. 126), а в Конституции 1924 года не упоминалась вовсе.
О возможности существования других партий в Конституции ничего не говорилось; Конституция признавала лишь право граждан «объединяться в общественные организации» (ст. 51).
В 1990 году были приняты значительные поправки в Конституцию 1977 года, в частности, вводится многопартийная система. Вместе с тем новая редакция статьи 6 сохраняла упоминание о КПСС, что позволяет характеризовать установленный политический строй как систему с доминирующей партией.

### Экономическая система
В главе 2, Статья 10 зафиксировала, что основу экономической системы СССР составляет социалистическая собственность на средства производства, существующая в двух формах: государственная (общенародная) и колхозно-кооперативная.
14 марта 1990 года статья 10 была изложена в новой редакции, в соответствии с которой основой экономической системы СССР были объявлены собственность советских граждан и государственная собственность.
Статья 16 закрепляла принцип государственного планирования экономики, вместе с тем предполагала сочетание централизованного управления с хозяйственной самостоятельностью и инициативой предприятий, использование хозяйственного расчёта, прибыли, себестоимости и других экономических рычагов и стимулов

### Органы власти
В новой Конституции был введён новый Раздел IV — «Советы народных депутатов и порядок их избрания», где была закреплена вся система Советов, увеличен срок полномочий Верховных Советов с 4 до 5 лет, местных Советов — с 2 до 2,5 лет. Впоследствии (в 1988 году) был установлен единый срок для всех Советов — 5 лет.
Закреплялся также уже существовавший в прежней Конституции принцип всеобщего, равного, прямого избирательного права при тайном голосовании. При этом, согласно статье 96, был снижен возраст пассивного избирательного права в Советы до 18 лет, в Верховный Совет СССР — до 21 года (ранее — 23 года).
Раздел V закреплял положения о высших государственных органах власти — Верховном Совете и Совете Министров СССР. В разделе VI были обозначены органы власти союзных и автономных республик, где высшими государственными органами власти являлись местные Верховные Советы и Советы Министров.

### Государственное устройство
Раздел III определял национальное и государственное устройство Союза, а также, как и все предыдущие Конституции СССР, закреплял право республик Союза на свободный выход из состава СССР.
Данное положение сыграло заметную роль в распаде СССР в 1991 году.

## Конституция об образовании
Статья 45 говорит о бесплатности всех видов образования, «развитии заочного и вечернего образования», «предоставлении государственных стипендий и льгот учащимся и студентам», «бесплатной выдаче школьных учебников» и «создании условий для самообразования» (в конституции 1936 года всего этого не было).

## Другие нововведения

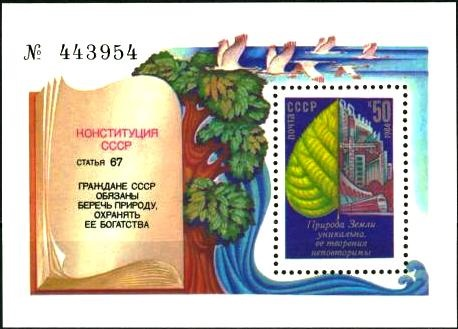
Статья 67 Конституции СССР 1977 года на почтовом блоке СССР 1984 года, посвящённом охране окружающей среды

По сравнению с Конституцией 1936 года появились, в частности, такие статьи:
- Статья 42. Граждане СССР имеют право на охрану здоровья.
- Статья 44. Граждане СССР имеют право на жилище.
- Статья 46. Граждане СССР имеют право на пользование достижениями культуры.
- Статья 47. Гражданам СССР … гарантируется свобода научного, технического и художественного творчества. Права авторов, изобретателей и рационализаторов охраняются государством.
- Статья 66. Граждане СССР обязаны заботиться о воспитании детей … Дети обязаны заботиться о родителях и оказывать им помощь.
- Статья 67. Граждане СССР обязаны беречь природу, охранять её богатства.
- Статья 68. Забота о сохранении исторических памятников и других культурных ценностей — долг и обязанность граждан СССР.
- Статья 69. Интернациональный долг гражданина СССР — содействовать развитию дружбы и сотрудничества с народами других стран, поддержанию и укреплению всеобщего мира[4].

## Эволюция конституции
За время действия Конституции поправки в неё вносились 6 раз.
24 июня 1981 года были внесены поправки в статью 132, согласно которой в состав Президиума Совета Министров СССР могли входить по решению Совета Министров СССР и другие члены Правительства СССР.
1 декабря 1988 года были внесены поправки сразу в три главы, касающиеся избирательной системы и учредившие Съезд народных депутатов.
20 декабря 1989 года были внесены поправки в ст. 108, 110, 111, 121, 122 и 130, касающиеся Съезда народных депутатов.
23 декабря того же года были внесены поправки в ст. 125, касающиеся конституционного надзора.
14 марта 1990 года были внесены самые масштабные поправки в Конституцию, согласно которым отменялась однопартийность и руководящая роль КПСС, учреждался пост Президента СССР, вводился институт частной собственности («собственность советских граждан»).
26 декабря 1990 года были внесены последние поправки в Конституцию, касающиеся системы государственного управления и учреждавшие пост Вице-президента СССР, спустя три дня был принят закон о введении их в действие.
5 сентября 1991 года, после событий 19—21 августа того же года, Съезд народных депутатов СССР принял Закон «Об органах государственной власти и управления Союза ССР в переходный период», имеющий силу, значение и характер конституционного закона, но без внесения поправок в саму Конституцию. Согласно этому закону, изменялись структура и порядок формирования Верховного Совета СССР, упразднялась должность Вице-президента СССР, создавался Государственный Совет СССР и другие органы власти и управления. Конституция СССР продолжала действовать лишь в той части, в которой она не противоречила данному закону.

## Прекращение действия
8 декабря 1991 года в Вискулях под Брестом (Белоруссия) президентами РСФСР и Украины Борисом Ельциным и Леонидом Кравчуком, а также председателем Верховного Совета Белоруссии Станиславом Шушкевичем было подписано «Соглашение о создании Содружества Независимых Государств» (известное в СМИ как Беловежское соглашение). В документе, состоявшем из Преамбулы и 14 статей, констатировалось, что Союз ССР прекратил своё существование как субъект международного права и геополитической реальности. Однако, основываясь на исторической общности народов, связях между ними, учитывая двусторонние договоры, стремление к демократическому правовому государству, намерение развивать свои отношения на основе взаимного признания и уважения государственного суверенитета, стороны договорились об образовании Содружества Независимых Государств.
10 декабря Верховные Советы Украины и Белоруссии ратифицировали соглашение о создании СНГ.
12 декабря соглашение было ратифицировано Верховным Советом РСФСР. Законность данной ратификации вызвало сомнение у некоторых членов российского парламента, так как по Конституции (Основному Закону) РСФСР 1978 года рассмотрение данного документа находилось в исключительном ведении Съезда народных депутатов РСФСР, поскольку он затрагивал государственное устройство республики как части Союза ССР и тем самым влёк за собой изменения в российскую конституцию.
21 декабря 1991 года на встрече глав республик в Алма-Ате (Казахстан) к СНГ присоединилось ещё восемь республик: Азербайджан, Армения, Казахстан, Киргизия, Молдавия, Таджикистан, Туркмения, Узбекистан, были подписаны Алма-Атинская декларация и протокол к беловежскому соглашению о создании СНГ.
23 декабря Верховный Совет Казахской ССР ратифицировал беловежское соглашение вместе с алма-атинским протоколом. Упоминания о том, что Казахстан является союзной республикой СССР, оставались в Конституции Казахской ССР 1978 года (Глава 7. Казахская ССР — Союзная Республика в составе СССР, ст. 68—75) вплоть до 28 января 1993 года, когда была принята и вступила в силу Конституция Республики Казахстан.
25 декабря Михаил Горбачёв объявил о прекращении своей деятельности на посту президента СССР. В тот же день соглашение о создании СНГ было ратифицировано Верховным Советом Таджикистана.
26 декабря 1991 года Совет Республик Верховного Совета СССР (образованный Законом СССР от 05.09.1991 № 2392-1, но не предусмотренный Конституцией СССР) принял декларацию о прекращении существования СССР в связи с образованием СНГ.
В апреле 1992 года Съезд народных депутатов Российской Федерации трижды отказался ратифицировать беловежское соглашение и исключить из текста конституции РСФСР упоминание о конституции и законах СССР, что впоследствии стало одной из причин противостояния Съезда народных депутатов с президентом Ельциным и в дальнейшем привело к силовому разгону Съезда в октябре 1993 года. Конституция СССР и законы СССР продолжали упоминаться в статьях 4 и 102 Конституции Российской Федерации — России (РСФСР) 1978 года вплоть до 12 декабря 1993 года, когда был принят на всенародном голосовании проект Конституции Российской Федерации, который не содержал упоминания о Конституции и законах Союза ССР.
19 июня 1992 года президент Украины Леонид Кравчук подписал закон о полном исключении упоминаний об СССР (в том числе и о Конституции СССР) из конституции Украины 1978 года.

## Критика
На стадии обсуждения проект «Брежневской Конституции» подвергался серьёзной критике, но в период застоя только поддержка законопроекта попадала в официальную печать, а критика распространялась в самиздате..

## Интересные факты
- В 1992—1993 годах, когда Советского Союза уже не существовало, в России День Конституции официально продолжал оставаться нерабочим 7 октября, а не 12 апреля (день принятия конституции РСФСР 1978 года).
- Первой годовщине Конституции СССР 1977 года был посвящён агитрейс-кинофестиваль «Советские кинематографисты — труженикам Сибири и Дальнего Востока», организованный Госкино СССР и Союзом кинематографистов СССР, проведённый в 1978 году в городах Амурск, Ангарск, Биробиджан, Братск, Иркутск, Комсомольск-на-Амуре, Томск, Хабаровск[33].